# 塩塚高原キャンプ場

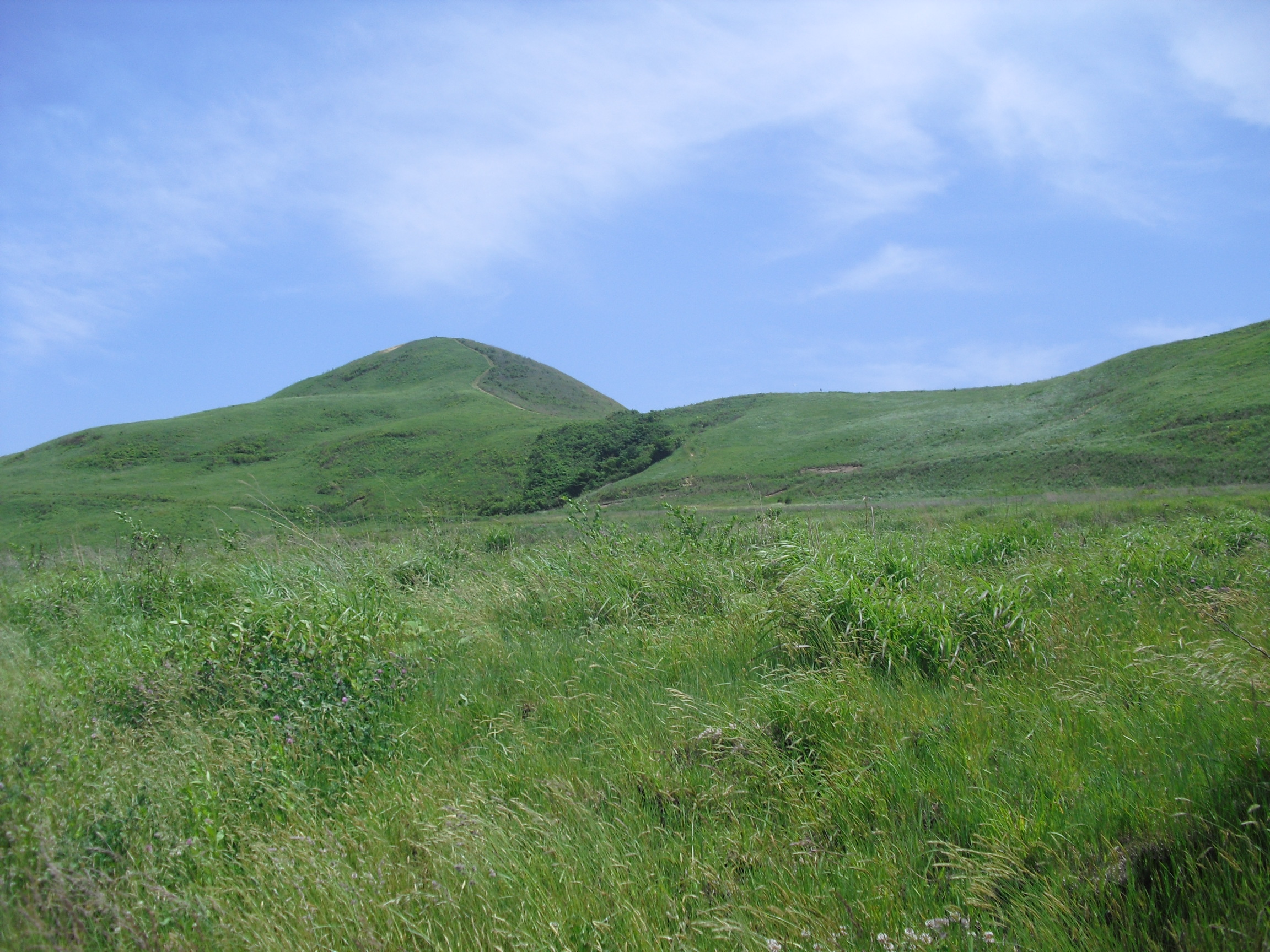
塩塚高原と塩塚峰

塩塚高原キャンプ場（しおづかこうげんきゃんぷじょう）は、塩塚峰に広がる塩塚高原の徳島県三好市山城町平野にあるキャンプ場。

## 施設
- コテージ：6棟
- ロッジ：2棟
- バンガロー：5棟
- 研修棟：1棟
- オートキャンプ場
  - デッキサイト：10区画
  - 芝生サイト：4区画
  - デッキ＆芝生サイト：1区画
- バーベキュー棟
- スカイコースター
- 草そりゲレンデ
- 四輪バギーランド
- ヘラクレスの冒険砦

## 営業期間
- 営業期間：4月1日～11月30日。
- 定休日：営業期間中は無休。

## 交通
- JR土讃線阿波川口駅より車で約25分。
- JR予讃線川之江駅より車で約60分。
- 高知自動車道「新宮インターチェンジ」より約30分。
- 徳島自動車道「井川池田インターチェンジ」より国道32号と国道319号を経由して約50分。

## 周辺情報
- 霧の高原
- 塩塚高原展望台
- 新宮あじさいの里
- 山城ホタルの里公園
- 霧の森
- 小歩危